# 92-га піхотна дивізія (США)
92-га піхотна дивізія (США) (англ. 92nd Infantry Division (United States) — військове з'єднання, сегрегована піхотна дивізія армії США. Дивізія брала участь у бойових діях Першої та Другої світових війн.
З'єднання вперше створене у жовтні 1917 року, невдовзі після вступу США у Першу світову війну, в Кемп-Фанстон, у Канзасі, за рахунок комплектування афроамериканцями з усіх штатів країни. 1918 вона перекинута до Європи, де вона взяла участь у воєнних діях на Західному фронті, виконуючи переважно роль підтримки бойових підрозділів Американського експедиційного корпусу.
За часів Другої світової війни вела активні бойові дії на Італійському фронті у складі 5-ї армії; стала єдиною в армії США дивізією укомплектованою афроамериканцями, що билась в лавах збройних сил безпосередньо на фронті.

## Історія
24 жовтня 1917 року 92-га піхотна дивізія була створена у складі Національної армії, через 6 місяців після вступу Сполучених Штатів у Першу світову війну. Дивізія мала у своєму складі 183-тю (365-й та 366-й піхотні полки) та 184-ту піхотні бригади (367-й та 368-й піхотні полки), а також частини та підрозділи артилерії, інженерних військ та зв'язку. Офіційно дивізія сформована 27 жовтня 1917 року у Кемп-Фанстон, у Канзасі.
18 липня 1918 року 92-га дивізія була відправлена на Західний фронт до складу Американських експедиційних сил. Артилерія дивізії взяла участь у Мез-Аргоннській операції під час 100-денного наступу військ союзників на Західному фронті. Загалом дивізія зазнала у боях 1 647 втрат: 120 — загиблих та 1 527 — поранених.
У лютому 1919 року розформована.
15 жовтня 1942 року, через 10 місяців після вступу США у війну, дивізія була активована вдруге і здійснювала майже два роки підготовку до бойових дій у Форт Гуачука, Аризона на території США. Наприкінці липня 1944 року 370-й піхотний полк першим передислокували до Європи, де частину придали на посилення 1-ї бронетанкової дивізії, що билася в Центральній Італії. 22 вересня 1944 року на Італійський театр війни перекинули решту дивізії, де вона взяла участь у складі 5-ї армії генерала Л.Траскотта в боях проти німецьких й італійських військ на півночі Італії. У роки війни «Солдати Баффало» змагалися на італійській землі проти військ країн Осі пліч-о-пліч з частинами, також укомплектованими різними сегрегованими національностями з колоній Великої Британії, Франції (чорні африканці, марокканці, алжирці, індуси, гуркхи, араби, палестинські євреї), а також з країн, окупованих нацистами: поляками, греками та чехами й Бразильським експедиційним корпусом.
За час бойових дій дивізія зазнала втрат: 2 997 осіб, з них — 548 — загиблими, 2 187 — пораненими, 206 — зникли безвісти та 56 — потрапили в полон.